# ملعب الملك بودوان
ملعب الملك بودوان هو ملعب متعدد الاستخدام يقع في بروكسل عاصمة بلجيكا . غالبا ما يتم استخدامه لمباريات كرة القدم . يسع الملعب لجلوس 50,122 متفرج . يعتبر الملعب الرسمي الذي يخوض فيه منتخب بلجيكا مبارياته الدولية . تم افتتاح الملعب في سنة 1930 .